# Солана (Флорида)
Солана (англ. Solana) — статистически обособленная местность, расположенная в округе Шарлотт (штат Флорида, США) с населением в 1011 человек по статистическим данным переписи 2000 года.

## География
По данным Бюро переписи населения США статистически обособленная местность Солана имеет общую площадь в 4,66 квадратных километров, из которых 4,4 кв. километров занимает земля и 0,26 кв. километров — вода. Площадь водных ресурсов округа составляет 5,58 % от всей его площади.
Статистически обособленная местность Солана расположена на высоте уровня моря.

## Демография
По данным переписи населения 2000 года в Соланe проживало 1011 человек, 267 семей, насчитывалось 459 домашних хозяйств и 563 жилых дома. Средняя плотность населения составляла около 216,95 человек на один квадратный километр. Расовый состав населённого пункта распределился следующим образом: 91,69 % белых, 5,44 % — чёрных или афроамериканцев, 0,20 % — коренных американцев, 1,09 % — азиатов, 1,09 % — представителей смешанных рас, 0,49 % — других народностей. Испаноговорящие составили 2,37 % от всех жителей статистически обособленной местности.
Из 459 домашних хозяйств в 18,5 % воспитывали детей в возрасте до 18 лет, 40,3 % представляли собой совместно проживающие супружеские пары, в 12,0 % семей женщины проживали без мужей, 41,8 % не имели семей. 31,8 % от общего числа семей на момент переписи жили самостоятельно, при этом 13,5 % составили одинокие пожилые люди в возрасте 65 лет и старше. Средний размер домашнего хозяйства составил 2,20 человек, а средний размер семьи — 2,69 человек.
Население статистически обособленной местности по возрастному диапазону по данным переписи 2000 года распределилось следующим образом: 18,2 % — жители младше 18 лет, 9,1 % — между 18 и 24 годами, 22,4 % — от 25 до 44 лет, 26,9 % — от 45 до 64 лет и 23,4 % — в возрасте 65 лет и старше. Средний возраст жителей составил 45 лет. На каждые 100 женщин в Соланe приходилось 101,4 мужчин, при этом на каждые сто женщин 18 лет и старше приходилось 101,7 мужчин также старше 18 лет.
Средний доход на одно домашнее хозяйство статистически обособленной местности составил 23 472 доллара США, а средний доход на одну семью — 30 855 долларов. При этом мужчины имели средний доход в 28 594 доллара США в год против 20 726 долларов среднегодового дохода у женщин. Доход на душу населения статистически обособленной местности составил 23 472 доллара в год. 14,2 % от всего числа семей в населённом пункте и 19,7 % от всей численности населения находилось на момент переписи населения за чертой бедности, при этом 48,5 % из них были моложе 18 лет и — в возрасте 65 лет и старше.